# White City (Massachusetts)
Ne doit pas être confondu avec White City (Louisiane).
Pour les articles homonymes, voir Ville blanche.
White City est un ancien parc d'attractions qui était situé à Shrewsbury, dans le Massachusetts non loin de Worcester.
Fondé par un homme d’affaires local (Horace H. Bigelow) le parc ouvrit ses portes le 18 juin 1905. Il ferma le 5 septembre 1960 après 55 saisons comme de nombreux autres parcs ne s’étant pas remis de la grande crise après la Seconde Guerre mondiale. 
Le parc était construit au terminus d'un trolley, ce qui lui permettait d'avoir une affluence régulière.
White City bordait le Lake Quinsigamond et il profitait d’ailleurs de cet atout pour ses attractions. Le parc était composé d’un palais du rire, de jeux d’arcade, de stands de tirs, d’un Midway, de bateaux, et un parcours de montagnes russes. Le parc possédait également une salle de bal et de concert où des stars comme Paul Anka, Jerry Vale et Edie Gorme se sont produits.

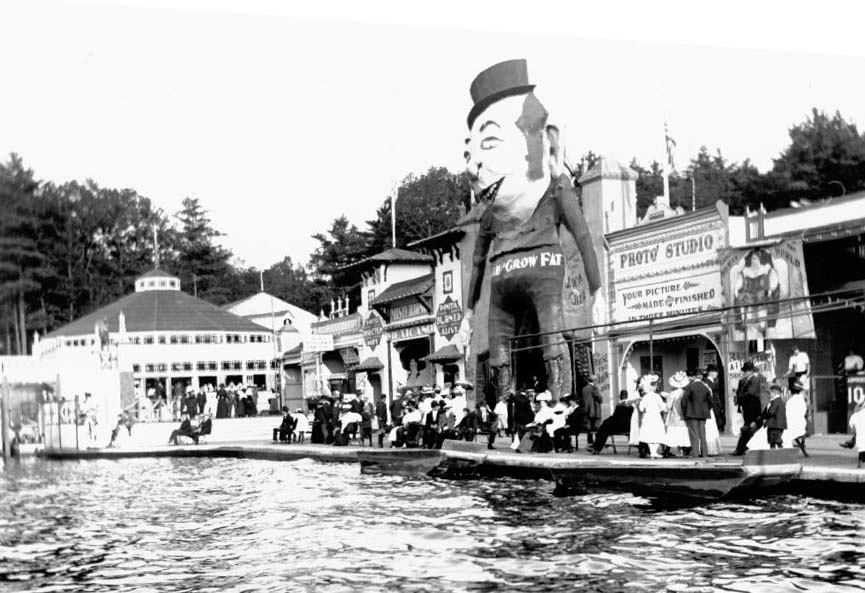
Le parc en 1908

Le parc ouvrit en 1914 ses premières montagnes russes, qui furent remplacées en 1928 par The Zip dessiné par Herbert Schenck et qui fonctionna jusqu’à la fermeture du parc.
Un des premiers slogans du parc fut "Land of Fifty Thousand Electric Lights" (Le monde des cinquante mille ampoules), lié également au nom du parc et à la couleur blanche de ses infrastructures. 